# 刘凯 (中将)
刘凯（1922年—2014年5月8日），河北省雄县人，中国人民解放军中将。
早年参加抗日战争，参加百团大战等战役；第二次国共内战期间，参加延安战役、大同集宁战役、汾孝战役、晋中战役、太原战役、扶郿战役、秦岭战役、成都战役等。担任沈阳军区司令部情报部部长、作战部部长，后升任沈阳军区副参谋长，总参谋长助理、国防大学副校长等。参加朝鲜战争。1988年，担任中将军衔，担任中央军委办公厅主任。获三级独立自由勋章、二级解放勋章。1990年4月，明确为大军区正职，7月退役。2014年去世。